# Ulrik Torsslow

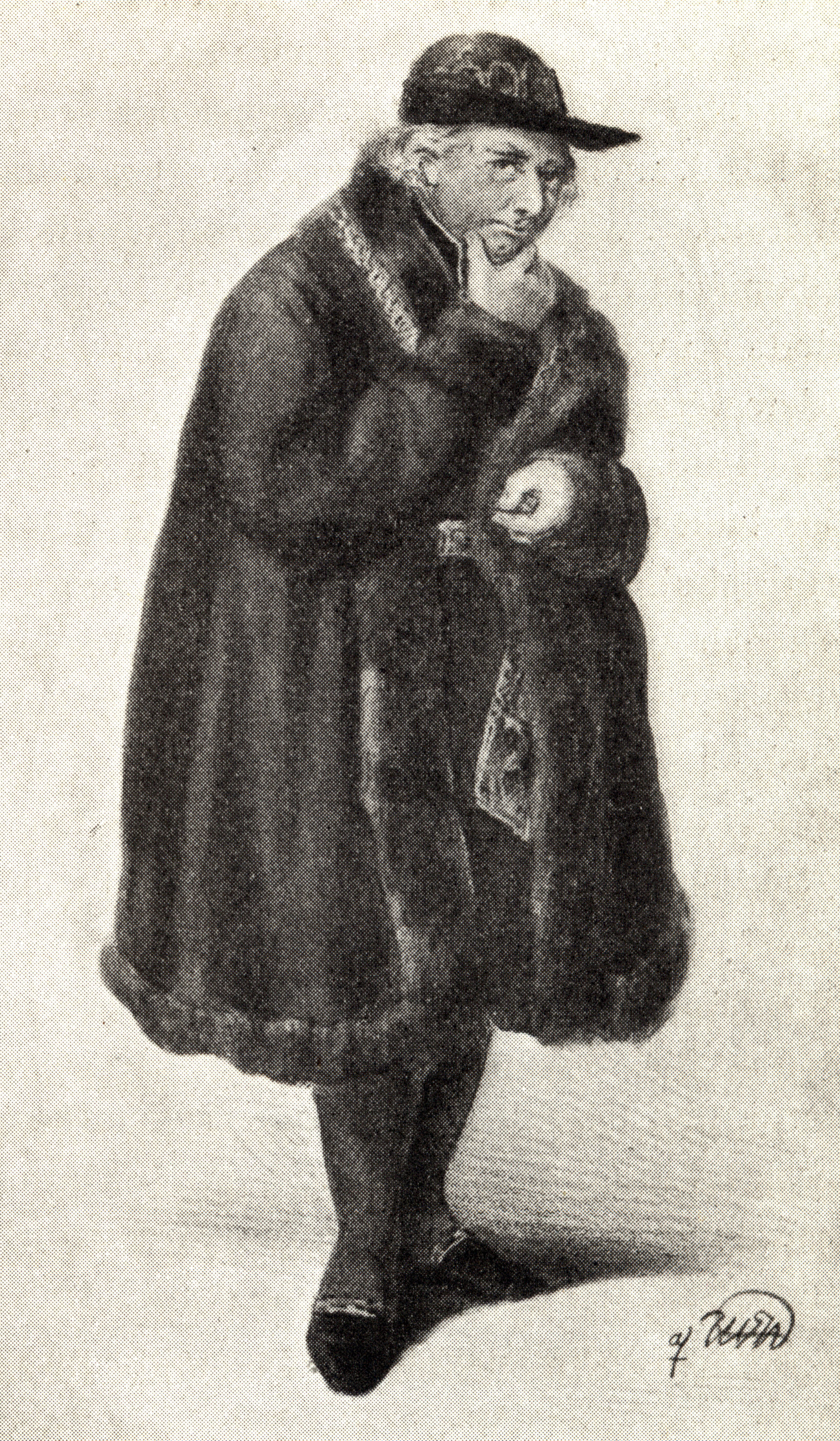
Torsslow som Ludvig XI. Teckning utförd av Josef Wilhelm Wallander.

Olof Ulrik Torsslow, född 18 december 1801 i Stockholms stad, död där 1 september 1881 i Hovförsamlingen, Stockholms stad, var en svensk skådespelare, teaterdirektör, målare och tecknare.

## Biografi och karriär
Torsslow var son till bankokommissarien Mattis Torsslow. Han studerade 1816–1819 vid Kungliga Teaterns elevskola och fick då, endast 18 år gammal, spela Hamlet. Han verkade vid Kungliga Teatern fram till 1834.
Bland hans roller fanns Philibert d.y. i Bröderna Philibert av Louis-Benoît Picard, Mortimer i Maria Stuart av Friedrich Schiller, Feodor i Feodor och Maria av August Lafontaine, Adolf i Grefvarne Klingsberg av August von Kotzebue, Ernest i Mannen och älskaren av Jean-Baptiste-Charles Vial, Hamlet, Strozzi i Strozzi och Martino av Eugène Scribe, Richelieu, Lord Lilburne i Natt och morgon av Edward Bulwer-Lytton, Macbeth, Kung Lear, titelrollen i Jovial av Emmanuel Théaulon, titelrollen i Ludvig XI av Casimir Delavigne, titelrollen i Kean av Alexandre Dumas den äldre, Kardinal Montalto i Klostret Castro av Prosper Dinaux, Bolingbroke i Ett glas vatten av Eugène Scribe och Gustaf Vasa i Solen sjunker av Johan Börjesson. Han ansågs som en mångsidig skådespelare och var också verksam som scenlärare och som pjäsöversättare.  
Han ledde de två stora strejkerna vid Dramaten 1828 och 1834, kallade "De Torsslowska grälen", och medverkade genom dem till att det kungliga teatermonopolet upphävdes i Stockholm 1842. Han var anställd på Dramaten 1819–43 och 1856-63, på Mindre teatern 1843–56, direktör för Djurgårdsteatern 1835–37 och på Mindre teatern 1846–54 och ledde ett eget teatersällskap 1835–39.    
Strejken 1827 utlöstes som en protest mot de reformer som planerades av direktör Puke. Puke planerade att avskaffa recetterna och aktörernas andelar i teatern och ersätta den med en fast lön, vilket innebar en stark sänkning av aktörernas inkomster eftersom, den fasta lönen var låg, och man därför hade löst detta genom att utöka den med just recetter och lottointäkter. Puke använde sig dessutom flitigt av de gamla disciplinära reglerna, som bland annat innebar arrest i skådespelarnas loger. 
I strejken ingick bland andra Carl Gustaf Lindström, Elisabet Frösslind, Isak Albert Berg, Lindman, paret Kinmansson, Nils Almlöf, Charlotta Almlöf, Johan Jacob Fahlgren, Charlotta Eriksson, Karolina Bock, Maria Deland. 
Aktörerna lyckades stoppa hans reform, men misslyckades med att avskaffa disciplinärreglerna, förutom att arresten upphävdes för kvinnliga skådespelares del. Man förutsåg därför en ny strejk ganska snart. 
Strejkarbetarna krävde antingen att systemet med de av direktionen ifrågasatta lottandelarna skulle garanteras och slås fast, eller, om de måste ersättas med en fast lön, att denna lön i så fall skulle bli högre för att ersätta förlusten av lottsystemet, eftersom man hade lottsystemet för att kompensera just för den låga, fasta lönen.
Lottandelarna avskaffades, fast lön infördes, men ingen minimilön. De som deltagit i strejken blev till stor del avskedade, men vissa återanställdes sedan med lägre lön än de haft före strejken.
Strejken fick då till följd att teatermonopolet i Stockholm avskaffades. Paret Torsslow, liksom andra aktörer som avskedats från Dramaten efter strejken, uppträdde då på Djurgårdsteatern om somrarna, och i Kirsteinska huset om vintrarna. Torsslow övertog Djurgårdsteatern 1835, först tillsammans med Pierre Joseph Deland, från 1837 ensam, och tänkte göra en riktig teater av den genom att spela där året om. Det pågick en debatt om att upphäva monopolet från 1798, och då Torsslow 1841 meddelade att han tänkte börja spela teater även på vintrarna i Djurgårdsteatern vara sig man hindrade honom eller inte, var förbudet i praktiken upphävt, vilket skedde formellt 1842.
Torsslow turnerade från 1835 till 1839 med eget sällskap tillsammans med Pierre Deland, från 1837 ensam; 1839 spelade de i Kirsteinska husets festlokal i Stockholm om vintrarna, och 1843 anställdes paret Torsslow "Lindebergska scenen", det vill säga Nya teatern, som han sedan ledde 1846–1854, först tillsammans med Edvard Stjernström och från 1850 ensam. År 1856 återvände han till Dramaten, där han var verksam till 1861; han uppträdde för sista gången 1863. Han var från 1830 gift med Sara Fredrica Strömstedt, och far till Helfrid Kinmansson, Harald Torslow samt farfar till Valborg Moberg och Einar Torsslow.
Torsslow var i unga år elev vid Konstakademien i Stockholm och medverkade i akademiens utställningar  mitten av 1820-talet. När han drog sig tillbaka från teaterkarriären 1863 tog han delvis upp sitt konstnärskap. Han räknades skicklig porträttmålare. Porträtten utfördes vanligen i akvarell och han är representerad på Nordiska museet med ett självporträtt och med en skissbok med ett 30-tal laverade bilder vid Musikhistoriska museet. Någon av hans teckningar återutgavs i boken Det glada Sverige, III som utgavs 1947.
Ulrik Torsslow är begravd på Norra begravningsplatsen utanför Stockholm.

## Teater

### Roller (ej komplett)

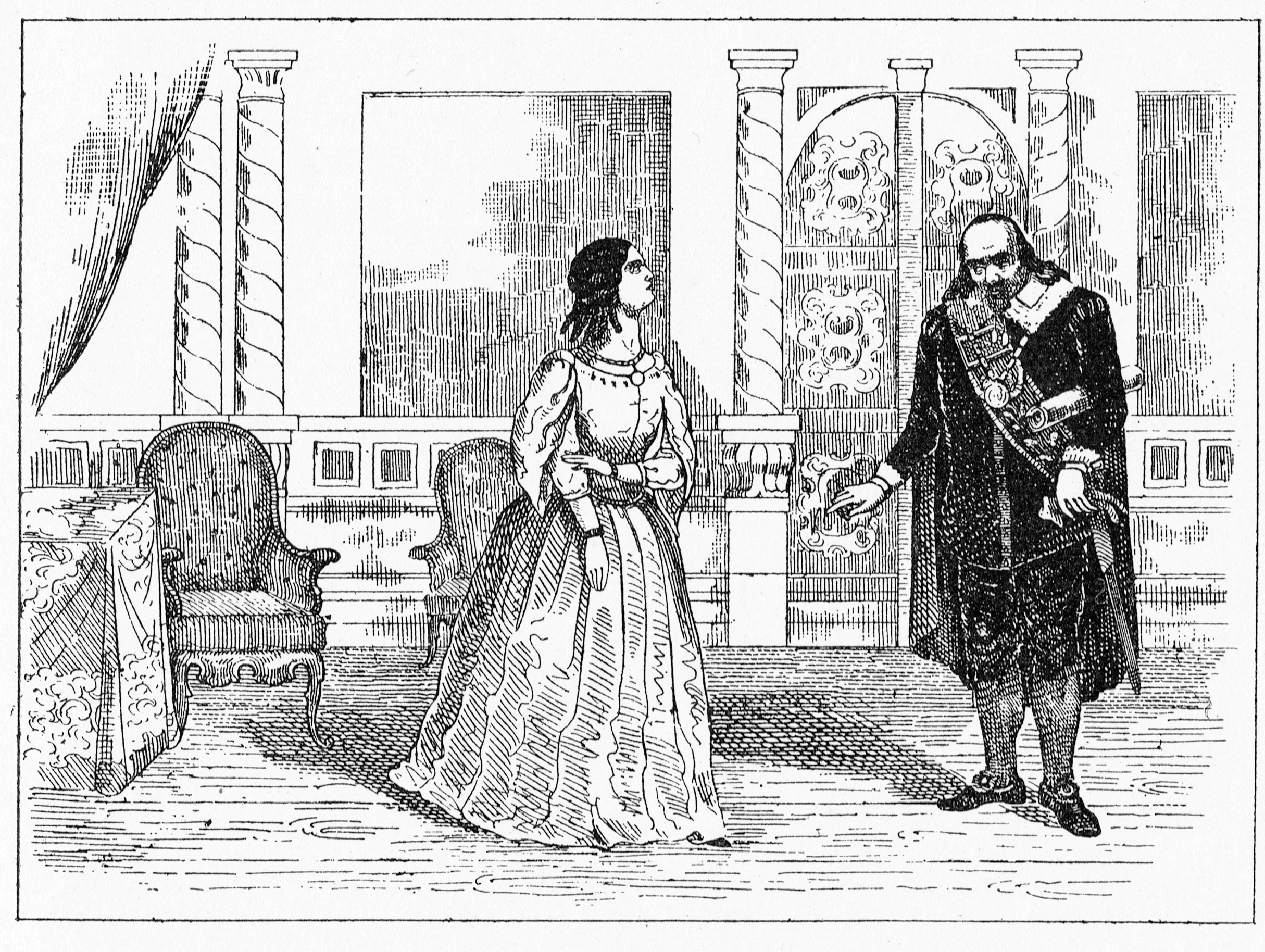
Scen ur Drottning Kristina med Torsslow som Axel Oxenstierna. Pjäs av Jeanette Stjernström 1855.

| År   | Roll                     | Produktion                                                                   | Teater         |
| ---- | ------------------------ | ---------------------------------------------------------------------------- | -------------- |
| 1845 | Zangler, diversehandlare | Nu ska vi roa oss Johann Nestroy                                             | Nya Teatern    |
| 1846 |                          | Mor och son Charlotte Birch-Pfeiffer                                         | Mindre teatern |
| 1846 | Appiani                  | Marie Jeanne, eller Kvinnan av folket Adolphe d'Ennery och Julien de Mallian | Mindre teatern |
| 1846 | Fordringsägaren          | Min granne i omnibussen Gustave Albitte och Louis Dugard                     | Mindre teatern |
| 1846 | Beaumarchais             | Clavigo Johann Wolfgang von Goethe                                           | Mindre teatern |
| 1846 | de Soligni               | Estelle, eller Far och dotter Eugène Scribe                                  | Mindre teatern |
| 1846 | Weinhold                 | Kärleksdrycken, eller Den nya uppfinningen Roderich Benedix                  | Mindre teatern |
| 1847 | General de Bresson       | Mormodern Eugène Scribe                                                      | Mindre teatern |
| 1847 | Ludvig XIV               | Markisinnan de Villette Charlotte Birch-Pfeiffer                             | Mindre teatern |
| 1847 | Lear                     | Kung Lear William Shakespeare                                                | Mindre teatern |
| 1847 | Alfieri                  | Catharina av Medicis Paul de Guerville                                       | Mindre teatern |
| 1847 | Premiärminister Olivarès | Allas gudson Émile Souvestre                                                 | Mindre teatern |
| 1852 | Herr Manneville          | Riddar Blåskägg Jean-François Bayard                                         | Mindre teatern |
| 1852 | Överste Stormgranat      | Hin ondes gåva Frans Hedberg                                                 | Mindre teatern |